# Mikhaïl Ossorguine
Mikhaïl Andreïevitch Ossorguine (russe : Михаи́л Андре́евич Осорги́н ; Ilyin (Ильи́н) à l'état civil ; 19 octobre 1878, Perm - 27 novembre 1942, France) est un écrivain, journaliste et essayiste russe membre du Parti socialiste révolutionnaire.

## Biographie
Mikhaïl Ossorguine est né à Perm. Il étudie à Moscou puis devient avocat Il participe à la Révolution de 1905, est arrêté et emprisonné et finalement contraint à l'exil en Italie de 1906 à 1916. Il y devient correspondant à l'étranger pour plusieurs périodiques russes. Il retourne en Russie en 1916. Il est parmi les fondateurs de la Boutique de livres des écrivains de Moscou ainsi que de l’Union russe des écrivains et de l’Union russe des journalistes (1918). En 1921, il est de nouveau emprisonné et exilé à Kazan.
En 1922 Lénine expulse 150 intellectuels dont Ossorguine. Il se rend tout d'abord à Berlin où il devient l’un des fondateurs de l’Union berlinoise des écrivains et des journalistes russes. En 1923, il s'installe à Paris. Il y est directeur de la commission d’audit de l’Union des écrivains et des journalistes russes à Paris, membre du Comité d’aide aux écrivains et aux savants russes en France. C'est l'un des fondateurs du Club russe à Paris et il est membre du conseil de la Bibliothèque Tourguenev. Membre actif (1924-1941) de la Société des amis du livre russe, il constitue une collection des livres russes anciens qui est exposée lors de l’exposition « 17 ans de l’émigration » en 1935. Il donne des conférences sur la culture et l'histoire russes à l’Université populaire russe et à l’Union des étudiants russes.
Dans les années 1930, il passe une grande partie de son temps à Sainte-Geneviève-des-Bois en Essonne, où il est propriétaire d'une maison. Là il adopte un style de vie proche de la nature. Il reste en France pendant l'occupation allemande et s'installe en zone libre à Chabris en Indre,. Il envoie des articles hostiles au nazisme et au communisme publiés sous son vrai nom à la presse américaine. Il décède à Chabris en 1942 où il est enterré.

## Œuvres publiées en français
- Une rue à Moscou, traduit par Léo Lack, Paris, Jean Vigneau Éditeur, 1947; réimpression Lausanne, Éditions L'Âge d'Homme, coll. « Classiques slaves », 1973 ; traduction revue et corrigée, Paris, Éditions Noir sur Blanc, coll. « La Bibliothèque de Dimitri », 2024  (ISBN 978-2-88983-012-1)
- Saisons, traduit par Any Barda et Sylvie Técoutoff, Lausanne, Éditions L'Âge d'Homme, coll. « Slavica. Écrits contemporains », 1973
- Les gardiens des livres, traduit par Sophie Benech, Paris, Éditions Interférences, 1994
- Les Jeux du destin, traduit par Elsa Gribinski, Paris, Éditions Autrement, coll. « Littératures », 1997
- L'Histoire de ma sœur, traduit par Marie Leymarie, Genève, Éditions des Syrtes, 1999 ; réédition, Genève, Éditions des Syrtes, coll. « Syrtes poche », 2020  (ISBN 978-2-940628-58-2)
- Témoin de l'histoire, traduit par Any Barda, Lausanne, Éditions de L'Âge d'Homme, coll. « Classiques slaves », 2001
- Dans une bourgade paisible de France, traduit du russe par Claire Delaunay ; présenté et annoté par Leonid Livak, éditions Verdier, collection : Poustiaki, 288 pages, 9782378562199, mars 2025

## Archives
- Inventaire du fonds d'archives de Mikhaïl et Tatiana Ossorguine conservé à La contemporaine. Le présent article intègre des éléments de cet inventaire qui est placé sous licence Etalab.